# 萱野茂
萱野 茂（かやの しげる、1926年6月15日 - 2006年5月6日）は、日本のアイヌ文化研究者、政治家。アイヌ文化、アイヌ語の保存・継承のために活動を続けた。アイヌ初の国会議員（1994年から1998年まで参議院議員）。
息子の萱野志朗は、萱野茂二風谷アイヌ資料館館長、世界先住民族ネットワーク・AINU代表、FMピパウシ運営者、世界先住民族サミット2008の実行委員会最高責任者。

## 人物・略歴
1926年、 北海道沙流郡平取町二風谷に生まれた。当時、アイヌ語を自在に操れる話者は少なくなっていたが、アイヌ語を母語とする祖母テカッテに育てられたため、2つの言語を母語として身につけた。青年期はアイヌであることから逃避するために出稼ぎに出て、炭焼きや測量士などで生計を立てる。
1953年、研究者や収集家による民具の流出に心を痛め、アイヌの民具、民話を自ら収集・記録し始める。のちに二風谷アイヌ資料館を創設し、館長を務めた。50年かけて集めた1121点はのちに重要有形民俗文化財の指定を受けた。「日本にも大和民族以外の民族がいることを知って欲しい」という理由で、委員会において史上初のアイヌ語による質問を行ったことでも知られる。
1980年代から1990年代にかけては、アイヌ差別の反動として、アイヌが「自然と共生し、平等で、静かに平和に暮らしていた」という見方が広がったが、これは萱野らが「チャランケ（談判）でものごとを決し、戦わなかった」と発言したことも影響している。
1997年にアイヌ文化振興法を成立させ、国会議員としての目的を果たした萱野は一期限りで引退。その際「人（狩猟民族）は足元が暗くなる前に故郷へ帰るものだ」という言葉を残している。
2006年5月6日13時38分、パーキンソン病による急性肺炎のため、療養中の札幌市東区の病院で死去した。79歳没。

## 略年表
- 1926年 - 二風谷に生まれる。
- 1953年 - アイヌの民具・民話の収集・記録開始。
- 1960年 - 金田一京助、 金成マツの影響を受けアイヌ語の記録に着手。このころ知里真志保とも出会う。
- 1970年 - アイヌ女性の希望により、70〜80年以上絶えていたアイヌ式の結婚式を開催。映画「アイヌの結婚式」（監督: 姫田忠義）として記録された。
- 1971年 - 二風谷の青年たちと、2軒のアイヌの伝統家屋チセを作る。「チセ・ア・カラ（われら・家を・つくる）」（監督: 姫田忠義）として映画化。日本で初めてのアイヌ語での映画であった。
- 1972年 - 収集した民具などを公開するため二風谷アイヌ資料館を設立。
- 1975年 - 『ウェペケレ集大成』で菊池寛賞を受賞。
- 1975年 - 平取町町議会議員に当選。以後5期務める。
- 1977年 - 10年ぶりに行われたイオマンテを主催。映画「イヨマンテ 熊おくり」（監督: 姫田忠義）として残された。
- 1978年 - 北海道文化奨励賞受賞
- 1980年 - 北海道大学文学部言語学科講師を務める。
- 1983年 - 「二風谷アイヌ語塾」を設立。塾長を務める。
- 1987年10月 - STVラジオにて「アイヌ語講座イランカラプテ」（後の「アイヌ語ラジオ講座」）を始める。
- 1989年 - 吉川英治文化賞受賞
- 1992年 - 第16回参議院議員通常選挙に日本社会党から比例代表の名簿第11位で立候補（この時は次点で落選）。
- 1993年 - 北海道文化賞受賞
- 1993年 - 二風谷ダム着工のため行われた用地強制収用裁決の取り消しを求めて札幌地裁に提訴。
- 1994年8月 - 繰り上げ当選でアイヌ初の国会議員となる。
- 1996年7月 - 自らのアイヌ語語彙を網羅した『萱野茂のアイヌ語辞典』を出版。
- 1996年9月 - 社会民主党の分裂に伴い社会民主党を離党、民主党結成に参画。
- 1997年3月 - 二風谷ダムが完成していたため強制収用裁決取り消し請求は棄却された。しかし「国はアイヌ文化に対し最大限の配慮をしなければいけないのに、それを怠った」とダム建設を違法とし、アイヌ民族を先住民族と認める判決を勝ち取った。
- 1997年5月 - アイヌ文化振興法成立
- 1998年3月 - 『萱野茂のアイヌ神話集成』全10巻セット 書籍《全10巻》、CD《全11枚》(約11時間)、ビデオ（約41分）発行
- 1998年7月 - 任期満了に伴い政界を引退。息子の萱野志朗が同年参院選に社民党から出馬するも落選している。
- 1998年 - 『萱野茂のアイヌ神話集成』に対して第52回毎日出版文化賞が贈られる。
- 1999年 - 『萱野茂のアイヌ神話集成』に対して 第14回文化庁芸術作品賞が贈られる。
- 2000年 - 北海道新聞文化賞受賞
- 2001年 - アイヌ語によるミニFM局「エフエム二風谷放送」（愛称FMピパウシ）を設立。
- 2001年2月 - 総合研究大学院大学より博士（学術）を授与される。学位請求論文は「アイヌ民族における神送りの研究―沙流川流域を中心に」。
- 2001年秋 - 勲三等瑞宝章受章[4]
- 2006年 - 死去

## 主要著書
著作の一部はデジタル化されており、国立国会図書館デジタルコレクションなどで公開されている。ただし、公開範囲が「国立国会図書館内限定」のものが殆どで、図書館や自宅のパソコンで閲覧できる「個人送信サービス」はまだ少ない（下記リスト※付）。
- 『ウエペケレ集大成』（萱野茂：採録・解説、姫田忠義：執筆協力・対談聞き手、アルドオ 1974年）
- 『キツネのチャランケ』（小峰書店 1974年）国立国会図書館書誌ID:000000800915 doi:10.11501/12926734※
- 『風の神とオキクルミ』（小峰書店 1975年）doi:10.11501/12932095
- 『オキクルミの冒険』（小峰書店 1975年）doi:10.11501/12913385
- 『木ぼりのオオカミ』（小峰書店 1975年）doi:10.11501/12930358
  - 『木のぼりのオオカミ（新装版）』（斎藤博之 絵、小峰書店、1998年）ISBN 4-338-01016-9
- 『おれの二風谷』（すずさわ書店、1975年）doi:10.11501/12142520※
- 『チセ・ア・カラ : われら家をつくる アイヌ民家の復原』未來社、1976年。NDLJP:12148218。※
- 『炎の馬』（すずさわ書店 1977年） doi:10.11501/12572433
  - 『炎の馬（アイヌ民話集） 新装版』（すすさわ書店、1998年） ISBN 4-7954-0253-1
- 『アイヌの民具』（すずさわ書店 1978年） doi:10.11501/12142974
- 『ひとつぶのサッチポロ』（平凡社 1979年）doi:10.11501/13685654
- 『写真集アイヌ』（国書刊行会 1979年）
- 『アイヌの碑』（朝日新聞社 1980年）doi:10.11501/12148046
  - 『アイヌの碑』（朝日文庫、1990年） ISBN 4-02-260622-3 doi:10.11501/13217461
  - 『Our Land Was a Forest』（WESTVIEW PRESS 1993年） 英語版
  - 『イヨマンテの花矢 : 続・アイヌの碑』（朝日新聞社、2011年） ISBN 4-02-250059-X
  - 『完本アイヌの碑』（朝日新聞出版、2021年）ISBN 978-4-02-262052-1
- 『THE ROMANCE OF THE BEAR GOD〈熊神の恋〉』（大修館書店 1985年）
- 『二風谷に生きて』（北海道新聞社 1987年）
- 『カムイユカラと昔話』（小学館 1988年） doi:10.11501/13520447
- 『やさしいアイヌ語』（全3巻、平取町二風谷アイヌ語教室 1990年）
- 『アイヌわが人生』（貝澤正 著・萱野茂 編、岩波文庫、1993年）ISBN 4-00-000056-X doi:10.11501/13307239
  - 『アイヌわが人生(岩波人文書セレクション)』　（岩波文庫、2010年） ISBN 978-4-00-028436-3
- 『国会でチャランケ(討論しよう) : 二風谷にアイヌとして生きる (社会新報ブックレット ; 10)』 （萱野茂語り、日本社会党機関紙局、1993年） ISBN 4-930886-69-4 doi:10.11501/12764744
- 『妻は借りもの』（北海道新聞社 1994年）ISBN 4-89363-747-9 doi:10.11501/13288454※
- 『アイヌ ネノアン アイヌ』（飯島俊一 絵、福音館書店、1995年） ISBN 4-8340-1138-0
  - 『The Ainu - A Story of Japan's Original People』（Tuttle出版 2004年 ISBN 4805307080）英語版
- 『萱野茂のアイヌ語辞典』（三省堂 1996年）ISBN 4-385-17050-9 doi:10.11501/14105292
  - 『萱野茂のアイヌ語辞典 増補版』（三省堂、2002年） ISBN 4-385-17052-5
- 『アイヌ語が国会に響く : 萱野茂・アイヌ文化講座』（草風館 1997年） ISBN 4-88323-097-X doi:10.11501/13878165
- 『萱野茂のアイヌ神話集成』全10巻（1998年）
- 『アイヌ文化を伝承する』（草風館 1998年)  ISBN 4883231046
- 『アイヌ歳時記 : 二風谷のくらしと心(平凡社新書)』（平凡社、2000年） ISBN 4-582-85054-5 doi:10.11501/14020395
  - 『アイヌ歳時記 : 二風谷のくらしと心 (ちくま学芸文庫）』（筑摩書房、2017年） ISBN 978-4-480-09813-9
- 『パヨカカムイ : ユカラで村をすくったアイヌのはなし』（石倉欣二 絵、小峰書店、2001年） ISBN 4-338-08141-4
- 『アイヌとキツネ』（石倉欣二 絵、小峰書店）ISBN 4-338-08142-2
  - 『The Ainu and the Fox』（RIC出版 2006年 ISBN 4902216426） 英語版